# Dorstenia mariae
Dorstenia mariae är en mullbärsväxtart som beskrevs av Carauta, J.M.Albuq. och R.M.Castro. Dorstenia mariae ingår i släktet Dorstenia och familjen mullbärsväxter. Inga underarter finns listade i Catalogue of Life.